# Ca' Negra
Ca' Negra è una località italiana situata in Veneto e divisa fra il comune di Cavarzere e il comune di Loreo al ridosso del Parco regionale del Delta del Po. Nonostante gran parte dell'area geografica sia registrata come località del comune di Loreo, Ca' Negra si trova proprio al confine fra la provincia di Venezia e quella di Rovigo.

## Geografia fisica
La località dista circa 4 km dal comune di Loreo e 10 da quello di Cavarzere, la sua altitudine è di 1 metro sopra il livello del mare e vi risiedono circa una ventina di abitanti.

## Infrastrutture e trasporti

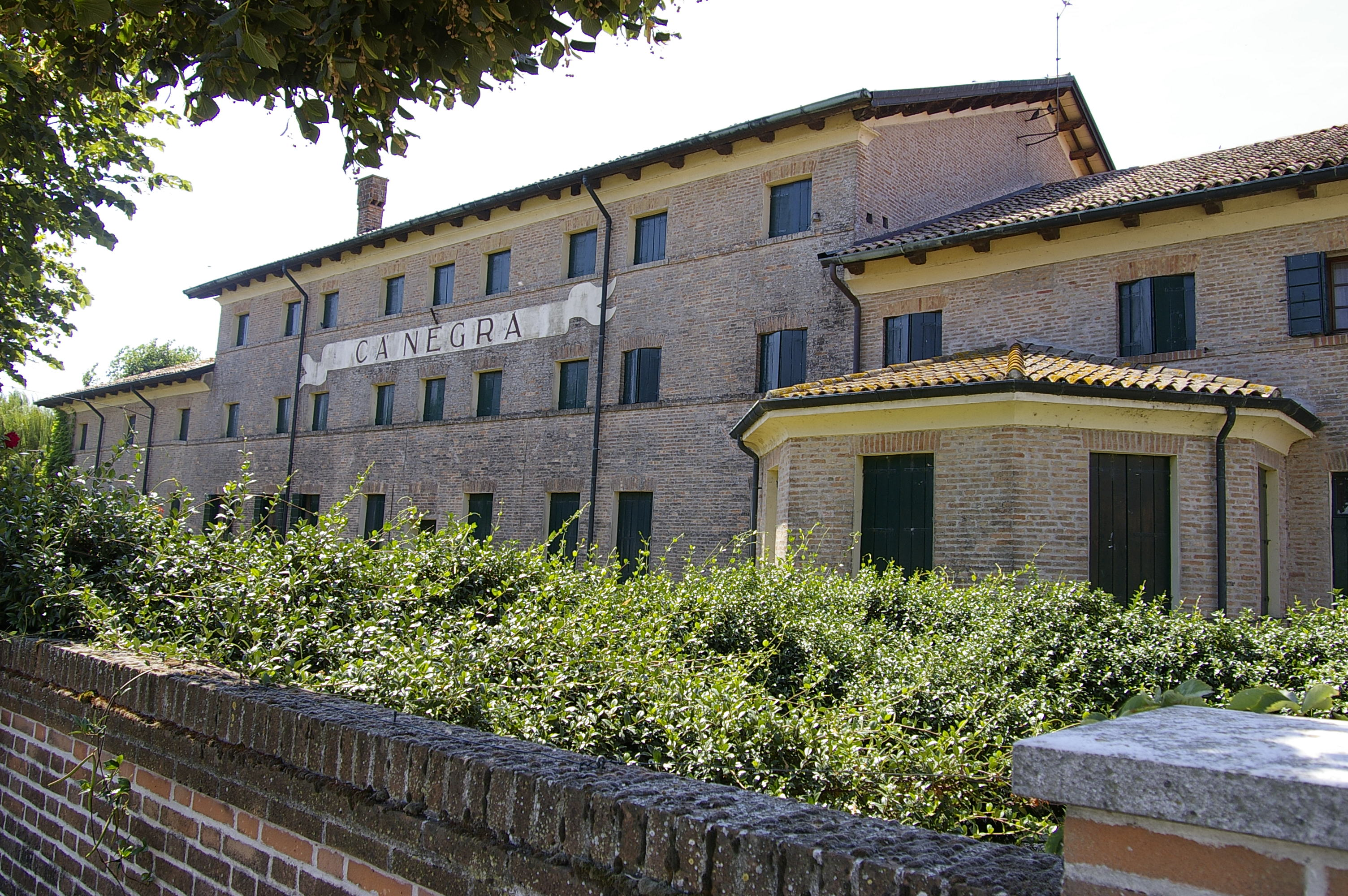
Tenuta Ca' Negra a Ca' Negra

Ca' Negra è tagliata da una strada provinciale che nei pressi della stessa segue le rive di un canale artificiale.
Nell'area geografica facente parte del comune di Cavarzere è presente un piccolo aeroporto civile (dotato di una pista in erba).

## Economia
In questa località, vengono allevati un tipo di bovini molto raro e pregiato, di origini giapponese denominato wagyū, tale allevamento è proprio gestito dall'azienda Tenuta Ca' Negra srl. Si tratta di uno dei pochi luoghi in Europa dove si allevano questo tipo di bovini.
L'azienda agricola copre una distesa di 500 ettari divisi fra le due province di Venezia e di Rovigo; sia l'azienda che l'aeroporto sono gestiti dallo stesso privato, di origini milanesi, l'azienda, tuttavia, prima apparteneva a una nobile famiglia veneta, la famiglia del barone Franchetti.